# Krokodyl Dundee II
Krokodyl Dundee 2 – australijska komedia przygodowa z 1988 r. z Paulem Hoganem i Lindą Kozlowski w rolach głównych. Film jest kontynuacją przeboju Krokodyl Dundee z 1986 r. a jego akcja rozgrywa się rok po wydarzeniach z pierwszej części. Film kręcono w Nowym Jorku i Australii.
 
W 2001 r. nakręcono trzecią, ostatnią część pt. Krokodyl Dundee w Los Angeles.

## Obsada
- Paul Hogan jako Michael J. „Krokodyl” Dundee
- Linda Kozlowski jako Sue Charlton
- John Meillon jako Walter Reilly
- Hechter Ubarry jako Rico
- Juan Fernández jako Miguel
- Charles S. Dutton jako Leroy
- Kenneth Welsh jako Brannigan
- Stephen Root jako agent DEA
- Dennis Boutsikaris jako Bob Tanner
- Ernie Dingo jako Charlie
- Steve Rackman jako Donk

## Fabuła
Mick Dundee i Sue Charlton od roku szczęśliwie żyją w Nowym Jorku. Jednak nieprzyzwyczajony do miejskiego stylu życia Mick, wciąż praktykuje zwyczaje z antypodów (m.in. łowi ryby przy pomocy materiałów wybuchowych u wybrzeży Manhattanu) przez co ma problemy. Ale ponieważ jest powszechnie znaną postacią, dzięki publikacjom Sue, uchodzą mu one płazem. W końcu podejmuje pracę u Leroya Browna, sprzedawcy artykułów biurowych, który próbuje lansować się na niegrzecznego chłopca z ulicy.
Tymczasem były mąż Sue, który pracuje dla DEA w Kolumbii, fotografuje szefów kartelu narkotykowego jak zabijają nieznaną osobę. Zostaje jednak zauważony przez wartowników i ucieka. Udaje mu się jeszcze wysłać fotografie Sue nim sam zostaje zamordowany. Przywódca kartelu Luis Rico i jego brat Miguel, wyruszają do Nowego Jorku, by odzyskać dowody.
Kiedy gangsterzy odnajdują Sue i biorą ją za zakładnika, Mick prosi Leroya o pomoc. Ten kontaktuje go z miejscowym gangiem ulicznym, który zgadza się pomóc Mickowi. Sue zostaje uratowana, a Rico aresztowany, jednak wkrótce ucieka policji i usiłuje ją zabić. W tej sytuacji Mick postanawia zabrać ją do Australii. Tutaj, Sue odkrywa, że Mick posiada ziemię wielkości stanu Nowy Jork i kopalnię złota.
Do Australii wkrótce przybywa też Rico ze swoimi ludźmi. Do pomocy wynajmuje miejscowego tropiciela, który jednak rezygnuje kiedy dowiaduje się że ma odnaleźć Micka Dundee. Handlarze porywają więc przyjaciela Micka, Waltera i zmuszają do jego wytropienia. Prowadząc ich przez busz fałszywymi śladami, ułatwia Mickowi ich stopniową eliminację. Ostatecznie wszyscy handlarze zostają schwytani, a Sue deklaruje, że chce na stałe pozostać w Australii.

## Przyjęcie filmu
Film został dobrze przyjęty w kinach, ale nie przez krytyków. Znalazł się na szóstym miejscu najbardziej dochodowych filmów 1988 r. w Stanach Zjednoczonych, gdzie w ciągu pierwszych sześciu dni zarobił 29,2 miliona dolarów, przewyższając tym samym Rambo III (21,2 mln dolarów). Na całym świecie film przyniósł łącznie 240 milionów dolarów.
Pomimo iż film okazał się kasowym sukcesem krytycy nie byli nim zachwyceni. Janet Maslin z The New York Times uznała, że sequel jest gorszy, gdyż „nowości zaczęły się przecierać, nawet jeśli pan Hogan pozostaje ogólnie nieodparty”. Internetowy serwis Rotten Tomatoes na podstawie przejrzanych recenzji dał mu ocenę 3,7/10.
Peter Best za muzykę do filmu otrzymał nagrodę BMI Film Music Award.